# Impedenza meccanica
L'impedenza meccanica è una misura dell'attitudine di una struttura a mettersi in vibrazione a seguito dell'applicazione di un sistema di forze. L'impedenza meccanica di un punto di una struttura è il rapporto tra la forza ad esso applicata e la velocità risultante di quel punto.
L'impedenza meccanica è funzione della frequenza di applicazione della forza e può variare fortemente in funzione della frequenza stessa. La minore impedenza meccanica di un sistema si trova alla frequenza di risonanza, a tale frequenza la forza da applicare per mettere in vibrazione il sistema, ad una data velocità, sarà la minore.
Il generico sistema dinamico, forzato e non smorzato, è descritto da equazioni del tipo:
{\displaystyle \mathbf {M{\ddot {x}}} +\mathbf {Kx} =\mathbf {f} }
Con {\displaystyle \mathbf {x} } vettore degli spostamenti generalizzati, {\displaystyle \mathbf {f} } vettore delle forze, {\displaystyle \mathbf {M} } matrice delle inerzie e {\displaystyle \mathbf {K} } matrice delle rigidezze.
La forzante può essere scomposta nelle sue armoniche, di espressione {\displaystyle \mathbf {f} =\mathbf {f_{0}} e^{i\omega t}}, alle quali seguono movimenti a regime della stessa forma, {\displaystyle \mathbf {x} =\mathbf {x_{0}} e^{i\omega t}}.
Derivando e raccogliendo, si ottiene l'impedenza.
{\displaystyle \mathbf {f} (\omega )=\mathbf {Z} (\omega )\mathbf {v} (\omega )}
dove {\displaystyle \mathbf {f} } è la forza, {\displaystyle \mathbf {Z} } è l'impedenza, {\displaystyle \mathbf {v} } è la velocità e {\displaystyle \omega } è la frequenza.
L'impedenza è l'inverso della mobilità.